# 名川貞郎
名川 貞郎（ながわ さだお、1927年8月6日 - 2021年4月15日）は、日本の俳優。
宮城県出身。東京俳優生活協同組合所属にしていた。身長164cm。体重65kg。日本大学芸術学部卒業。
2021年4月15日18時13分、老衰のため死去。満93歳没。

## 出演

### テレビドラマ
- ダイヤル110番 第268話「斜陽の部屋」（1962年）
- 甲州遊侠伝 俺はども安 第23話（1965年）
- 宇宙人ピピ 第38話（1965年）
- レモンのような女 第1話「離婚 結婚」（1967年）
- ウルトラセブン 第8話「狙われた街」（1967年） - タクシー運転手 ※ノンクレジット
- アイウエオ 第27話（1967年）
- われら弁護士 第15話「消えた時間」（1968年）
- どじょっこさん（1968年）
- 3人家族 第24話（1969年）
- 東芝日曜劇場（1969年）
  - 水ぐるま
  - 24才・その9 その夏の日に
- 大河ドラマ
  - 樅ノ木は残った（1970年） - 大井新左衛門
  - 国盗り物語（1973年） - 武士
  - 獅子の時代（1980年） - 主人
  - 峠の群像（1982年） - 町人
  - 春の波涛（1985年） - 座元
  - いのち（1986年） - 地主
- 火曜日の女シリーズ「恋の罠」（1970年、NTV / 東宝)
- 土曜日の女シリーズ「女子高校生殺人事件」（1974年、NTV / ユニオン映画）
- なんたって18歳! 第2話「イヤな奴が来ちゃった」（1971年）
- 天下御免 第1話「こんぴら船々」（1971年）
- 好き! すき!! 魔女先生 第23話「恐怖の毒薬! 地獄の妖女」（1972年）
- 変身忍者 嵐 第2話「怪猿忍者! マシラ現わる!!」（1972年） - 村人
- 快傑ライオン丸 第33話「非情の盗賊 ガメマダラ」（1972年） - 笹ヤブの長老
- 男の償い（1972年）
- 浮世絵 女ねずみ小僧 第2シリーズ 第6話「遠山の金さん! 夢のお白洲」（1972年）
- 冬物語 第2話「美しき再会」（1972年）
- 荒野の素浪人 第1シリーズ 第50話「女郎花 暁の脱走」（1972年）
- 人造人間キカイダー 第18話「クロカメレオン 幻の大強奪作戦」（1972年） - 作業員
- 恐怖劇場アンバランス 第5話「死骸（しかばね）を呼ぶ女」（1973年） - 運転手
- マドモアゼル通り 第18話「あの星に挑戦!」（1973年）
- ロボット刑事 第8話「雷が殺した?!」（1973年） - 運転手
- 剣客商売 第16話「御老中暗殺」（1973年）
- ありがとう 第3シリーズ（1973年） - 皆川啓介
- 木曽街道いそぎ旅 第11話「黒い馬は雨に消えた」（1973年）
- ジャンボーグA 第49話「謎! デモンの呪いが時を裂く」（1973年） - 店の客 ※ノンクレジット
- 寺内貫太郎一家 第7話（1974年） - 田中
- 特捜記者 犯罪を追え! 第5話（1974年）
- 華麗なる一族（1974年）
- 日本沈没 第8話「怒りの濁流」（1974年） - 支配人 ※ノンクレジット
- 電人ザボーガー 第40話「甦えった魔神三ツ首!!」（1975年） - 浅尾博士の声
- 太陽にほえろ!
  - 第133話「沈黙」（1975年）
  - 第623話「マイコン刑事登場!」（1984年）
- 夜明けの刑事
  - 第24話「ふるさとの母に向って走れ!」（1975年）
  - 第56話「夜明けに白バラが散った!!」（1976年）
- 江戸の旋風シリーズ
  - 江戸の旋風 第6話「親子島送り」（1975年）
  - 新・江戸の旋風 第22話「十年振りの手口」（1980年） - 山城屋
- がんばれ!!ロボコン 第65話「ハラホロリン! 男ロボワル友情泣き」（1976年） - 花村
- スーパー戦隊シリーズ
  - 秘密戦隊ゴレンジャー 第38話「青い断崖! 悪魔の海賊宝さがし」（1976年） - 黒潮十兵衛の兄
  - ジャッカー電撃隊 第30話「死を呼ぶ暗号! 猛毒コブラツイスト」（1977年）
  - 大戦隊ゴーグルファイブ 第38話「友情のアタック!」（1982年） - 飼育係
- アクマイザー3 第31話「なぜだ?! 地獄からの挑戦状」（1976年） - 青果店主
- 超神ビビューン 第4話「真夏にツララが? 危うしバシャーン」（1976年） - バスの運転手
- 高原へいらっしゃい 第17話（1976年）
- 大都会シリーズ
  - 大都会 闘いの日々 第26話「顔」（1976年）
  - 大都会 PARTIII（1979年）
    - 第39話「警官殺し」
    - 第43話「自動車泥棒」
- ロボット110番 第11話「ガンちゃん七転び八起き」（1977年） - とんかつ屋
- 俺たちの朝 第42話「芸術の秋とチャンスとどうしてこうなるの？」（1977年9月25日、NTV） - 小町通りの通行人
- 腐蝕の構造 第5話（1977年）
- 新五捕物帳 （1978年、NTV / ユニオン映画）
  - 第12話「母ごころ夢の富くじ」
  - 第31話「怒りに燃えた親子鷹」
  - 第51話「ふたつ名を持つ男」 - 熊五郎に強請られる商人
- 気まぐれ本格派 第11話「三馬鹿三番叟」（1978年）
- 透明ドリちゃん 第22話「私たち結婚します」（1978年） - 医師
- 人間の証明（1978年）
- 浮浪雲 第3話（1978年）
- 大江戸捜査網
  - 第366話「十手は囮の免許状」（1978年）
  - 第381話「命を賭けた哀しき女賊」（1979年）
  - 第445話「夜空に賭けた女の慕情」（1980年）
- 連続テレビ小説
  - マー姉ちゃん（1979年）
  - 天うらら（1998年）
- たとえば、愛 第7話（1979年） - 矢部巡査
- 明日の刑事（1979年）
  - 第69話「あの胸にもう一度・田島刑事殉職」
  - 第90話「刑事課長死す・日の出署よ永遠に」
- メガロマン 第13話「インベーダー大作戦」（1979年） - 老警官
- 七人の刑事 第3シーズン 第57話「幸せの小さな旅」
- 江戸の激斗 第7話「激流に消えた男」（1979年） - 乙吉
- 銭形平次 第684話「海鳴りは父の声」（1979年）
- 噂の刑事トミーとマツ 第1シリーズ 第46話「トミマツ卒倒! 新課長、死のドライブ」（1980年）
- 裸の大将放浪記 （関西テレビ / 東阪企画）
  - 第1話「爆笑メルヘン・裸の大将放浪記」（1980年）
  - 第79話「清が見た画家の秘密」（1996年）
- ガラスのうさぎ（1980年）
- 走れ!熱血刑事 第17話「怒りの十五年」（1981年）
- 玉ねぎむいたら… 第6話「盗まれた免許皆伝」（1981年） - 高校の校長
- 天まであがれ! パート1 第2話（1982年） - 警官
- 平岩弓枝ドラマシリーズ / 花祭（1982年）
- 特捜最前線
  - 第272話「狙われた乗客!」（1982年）
  - 第282話「ラッシュアワーの女!」（1982年）
  - 第303話「20歳のイルミネーション!」（1983年）
  - 第334話「東京犯罪ガイド!」（1983年）
  - 第384話「偽装結婚・マトリョーシカを持つ女!」（1984年）
  - 第401話「盲導犬バロン号の追跡!」（1985年）
  - 第442話「生きていた死体! 疑惑のニセ家族!」（1985年）
  - 第492話「女装殺人・男たちのレイ・オフ!」（1986年）
- 御宿かわせみ 第2シリーズ 第23話「子無きは去る（後編）」（1983年）
- 事件記者チャボ! 第7話「チャボが結婚詐欺!? 冗談でしょう」（1983年） - 原田刑事
- 愛の劇場
  - 黒革の手帖（1984年）
  - 妻の旅立ち（1984年）
  - お鏡（1985年）
- 火曜サスペンス劇場
  - 盲点（1984年）
  - まりえの客（1994年）
- 西部警察 PART-III 第64話「14年目の賭け」（1984年） - 医師
- ザ・サスペンス / 復讐するは我にあり（1984年）
- 東中学3年5組（1984年） - 磯貝校長
- 私鉄沿線97分署（1985年）
  - 第12話「ブタとお経とドクトルと…」
  - 第29話「押しかけ刑事のマイホーム作戦!?」
- 月曜ドラマランド（1986年）
  - セーラー服恋愛教室
  - 初恋スキャンダル
  - もしかして婚約者!?
- このこ誰の子? 第3話「初めての接吻」、第4話「悪しき血の爆発」（1986年）
- 土曜ワイド劇場
  - みちのく離婚ツアー連続殺人（1986年）
  - 能登 泣き砂の殺意（1986年）
  - 京都大原女の謎（1988年）
  - 松本清張スペシャル・状況曲線（1994年）
  - 新・女弁護士 朝吹里矢子 第4作「僧衣を着た銀行強盗の告発!?」（1996年）
  - 駅弁探偵ミステリー列車 第1作（2001年）
- 水曜ドラマスペシャル / 妻の知らない夫の顔（1986年）
- 銭形平次 第11話「つっぱりお恵」（1987年）
- 六本木ダンディーおみやさん 第8話「秘密を抱いた女刑事が追う拳銃強盗事件」（1987年）
- 代議士の妻たち（1988年）
- 水曜グランドロマン / 雪やどり（1988年）
- ドラマチック22 / 改札口（1990年）
- 火曜ミステリー劇場
  - 西村京太郎スペシャル / 十津川警部の挑戦（1990年）
  - お嬢さま捜査官（1991年） - 運転手
- 月曜ドラマスペシャル / 隅田川花火殺人事件（1990年）
- 代表取締役刑事 第19話「男と女」（1991年）
- メタルヒーローシリーズ
  - 特救指令ソルブレイン 第44話「コソ泥と老博士」（1991年） - 庄村博士
  - 特捜エクシードラフト 第23話「死をよぶ愛の説得」（1992年） - 高田刑事
- さすらい刑事旅情編IV 第20話「喪服の女・雪山に消えた殺人者」（1992年）
- 法医学教室の事件ファイル 第8話「二度死んだ女!? 女医の危機」（1992年）
- 誰にも言えない 第9話「夫をレイプした男」（1993年）
- 憲法はまだか（1996年）
- 幻想ミッドナイト 第11話「破壊する男」（1997年）
- はるちゃん3（1999年）
- ズッコケ三人組 第12話「ズッコケ山賊修行中・後編・大脱走」（1999年）
- 恋の奇跡 第11話、第12話（1999年）
- はぐれ刑事純情派 第12シリーズ 第19話「略奪愛!? 川辺課長を騙した女!」（1999年）
- 池袋ウエストゲートパーク 第8話「洋八」（2000年）
- 波の塔（2006年）
- CHANGE（2008年）

### 映画
- 野性の証明（1978年） - 黒手村医師 ※方言指導兼任
- 軽井沢夫人（1982年） - 松崎刑事部長
- 国会へ行こう!（1993年）
- Shall we ダンス?（1996年）
- プライド・運命の瞬間（1998年） - 廣田弘毅
- お助けマン参上 ※教育映画

### Vシネマ
- ウルトラマンネオス 第1話「ネオス誕生」（2000年） - 阿賀鉱山の老人
- 学校の幽霊